# قلابچه بالی
قُلابچه بالی یا هومولوس تریگوئید (انگلیسی: Pterygoid hamulus) زائده قلابی‌شکلی از صفحهٔ بالی (تریگوئید) داخلی است که به سمت پایین امتداد می‌یابد. این قسمت مانند قرقره‌ای برای تاندون ماهیچه تنسور و لیپالاتین عمل می‌کند.